# Brut (Rosja)
Brut (ros. Брут) – wieś w Rosji, w Osetii Północnej, w rejonie prawobierieżnym. W 2010 liczyła 1485 mieszkańców.